# Sebeta Hawas
Sebeta Hawas (en oromo : Saabataa Haawaass) est un woreda du centre de l'Éthiopie situé dans la zone spéciale Oromia-Finfinnee de la région Oromia.
Woreda majoritairement rural, il a 132 294 habitants en 2007 et reprend le territoire de l'ancien woreda  Alem Gena à l'exception de la ville de Sebeta. Ses principales agglomérations sont Awash Melkakunture et Tefiki.

## Origine et nom
Alem Gena (en amharique : ዓለም ገና, « paradis terrestre »[réf. souhaitée]) est le nom d'une localité proche de Sebeta probablement devenue un quartier de cette ville, ou peut-être un ancien nom de la même ville[à vérifier].
Initialement rattaché à la zone Ouest Shewa, l'ancien woreda Alem Gena passe dans la zone Sud-Ouest Shewa probablement en 2007 et se partage entre la ville de Sebeta, qui devient un woreda autonome, et le woreda Sebeta Hawas. Les deux woredas passent ensuite dans la zone spéciale Oromia-Finfinnee.

## Géographie
Limitrophe de la région d'Addis-Abeba et des zones Ouest Shewa et Sud-Ouest Shewa de la région Oromia, Sebeta Hawas est entouré dans la zone spéciale Oromia-Finfinnee par Walmara, Sebeta et Akaki.
Il s'étend approximativement entre le cours de l'Awash au sud et celui de la rivière Akaki, son affluent, à l'est.
| Ejere | Walmara        | Addis-Abeba Sebeta |
| Ilu   | Sebeta Hawas   | Akaki              |
| Tole  | Kersana Malima |                    |

L'agglomération de Tefiki, ou Tefki,, se situe dans l'est du woreda sur la route en direction de Jimma.
Awash Melkakunture, plus connue sous le nom du site archéologique Melka Kunture, peut aussi s'appeler Awash Melka ou Melka Awash, ou tout simplement Awash,. Elle est au bord de l'Awash, dans le sud du woreda, sur la route en direction de Butajira, Arba Minch et Yabelo.

## Démographie
Le recensement national de 2007 fait état pour Sebeta Hawas d'une population de 132 294 habitants dont 6 % de citadins.
La population urbaine se compose de 3 823 habitants à Awash Melkakunture et 3 536 habitants à Tefiki.
La majorité des habitants du woreda (87 %) sont orthodoxes, 5 % sont musulmans, 5 % sont de religions traditionnelles africaines et 2 % sont protestants.
En 2022, sa population est estimée à 189 912 personnes avec une densité de population de 219 personnes par km2 et 868 km2 de superficie.